# Claude-Marie Perret
Pour les articles homonymes, voir Perret.
Claude-Marie Perret, né le 11 février 1847 à Ormes (Saône-et-Loire) et mort le 23 juillet 1905 à Paris, est un entrepreneur de travaux publics français.

## Biographie
Né le 11 février 1847 à Ormes, Claude-Marie Pairet, dont le nom s'écrira plus tard « Perret », est le fils d'Anne Pairet, née Meugnier, et de Baptiste Pairet, manœuvre.
Apprenti à l'âge de 14 ans chez un tailleur de pierre, Claude Perret exerce ensuite ce métier à Paris. Le 20 février 1869, il s'y marie avec Pauline Lorimey (1852-1919), qui lui donnera cinq enfants, dont les célèbres architectes Auguste (1874-1954) et Gustave Perret (1876-1952) ainsi que l'entrepreneur Claude Perret (1880-1960).
Trois ans après avoir été libéré du service militaire grâce au tirage d'un bon numéro, Claude Perret est incorporé dans la Garde nationale lors de la Guerre franco-allemande de 1870. Il reste dans son bataillon après l'armistice.
Peu de temps après le soulèvement du 18 mars 1871, Perret est élu lieutenant de la 4e compagnie du 1er bataillon de fédérés. Il se bat ainsi dans les rangs des communards. Suspecté d'avoir participé à l'incendie du Palais-Royal et déjà condamné pour outrage à agents le 10 janvier 1869, il est condamné à mort par contumace en 1873.
Réfugié en Belgique, où naissent ses trois fils, il gagne sa vie comme contremaître dans le bâtiment puis comme patron d'une entreprise de travaux publics. Il travaille notamment sur le chantier du jardin d'hiver du château de Laeken et prend part à l'édification du Pouhon Pierre le Grand à Spa, à celle du palais de justice de Charleroi, à celle du Grand hôtel central de Bruxelles ainsi qu'à celle de l'hospice des vieillards d'Anvers.
De retour à Paris après l'amnistie des communards, il participe à la construction des bâtiments de plusieurs rues et quartiers de la capitale, tels que ceux de la rue Saint-Philippe-du-Roule, du groupe Faubourg Poissonnière, de la rue de Dunkerque et de la rue de Rocroy, du pâté de maisons à l'angle du boulevard du Montparnasse et de l'avenue du Maine ainsi que les hôtels de la place d'Iéna. On lui doit aussi la construction de l'hôtel particulier néo-Renaissance de M. Menier sur l'avenue Kléber.
En 1885, il remporte une médaille d'or à l'Exposition du travail, pour laquelle il a édifié un cottage parisien. À la même époque, il construit le casino et les villas de Bagnoles-de-l'Orne.
À l'occasion de l'exposition universelle de 1889, qui commémore le centenaire de la révolution française, Perret bâtit, à l'angle du boulevard Delessert et de la rue Chardin, une réplique de la Tour du Temple où Louis XVI et sa famille avaient été incarcérés.
Âgé de 58 ans, Claude Perret meurt à la clinique du no 19 de la rue Oudinot le 23 juillet 1905. Il est inhumé le 27 juillet au cimetière du Montparnasse (27e division).